# Tokunagayusurika kamensis
Tokunagayusurika kamensis är en tvåvingeart som först beskrevs av Zvereva 1950.  Tokunagayusurika kamensis ingår i släktet Tokunagayusurika och familjen fjädermyggor. Inga underarter finns listade i Catalogue of Life.